# Brigitte Vernaillen
Brigitte Vernaillen (Schoten, 6 april 1958) is een Belgisch voormalig kajakster.

## Levensloop
Vernaillen vertegenwoordigde België op de Olympische Spelen van 1976 te Montreal in de K1 500 meter. Ze werd er uitgeschakeld in de herkansingen. Vier jaar later was ze samen met Marleen Kuppens geselecteerd voor de Spelen te Moskou in de K2 500 meter. Het duo startte er evenwel niet.
Ze was aangesloten bij Antverpia Koninklijke Kano Club.